# Olympische Sommerspiele 1968/Leichtathletik – 800 m (Frauen)

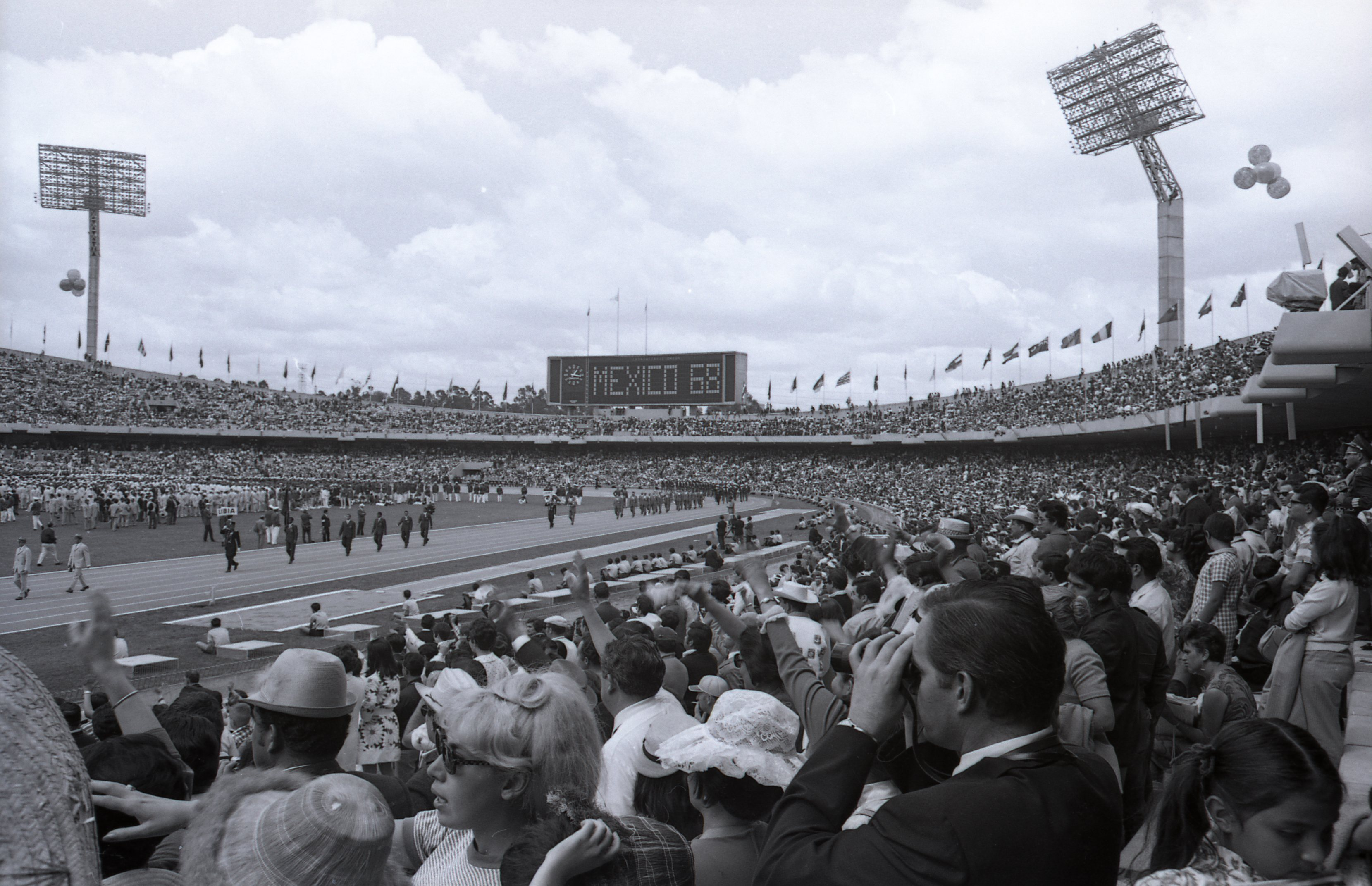
Das Olympiastadion während der Eröffnungsfeier 1968

Der 800-Meter-Lauf der Frauen bei den Olympischen Spielen 1968 in Mexiko-Stadt wurde am 17., 18. und 19. Oktober 1968 im Estadio Olímpico Universitario ausgetragen. 24 Athletinnen nahmen teil.
Olympiasiegerin wurde die US-Amerikanerin Madeline Manning. Silber gewann die Rumänin Ileana Silai, Bronze ging an Maria Gommers aus den Niederlanden.
Die DDR – offiziell Ostdeutschland – wurde durch Karin Burneleit und Barbara Wieck vertreten. Wieck schied im Vorlauf aus, Burneleit scheiterte im Halbfinale.

Läuferinnen aus der Bundesrepublik Deutschland (offiziell Deutschland), der Schweiz, Österreich und Liechtenstein nahmen nicht teil.

## Rekorde

### Bestehende Rekorde
| Weltrekord         | 2:00,5 min | Vera Nikolić ( Jugoslawien)  | London, Großbritannien | 20. Juli 1968    |
| Olympischer Rekord | 2:01,1 min | Ann Packer ( Großbritannien) | Finale OS Tokio, Japan | 20. Oktober 1964 |

### Rekordverbesserung
Die US-amerikanische Olympiasiegerin Madeline Manning verbesserte den bestehenden olympischen Rekord im Finale am 19. Oktober um zwei Zehntelsekunden auf 2:00,9 min. Den Weltrekord verfehlte sie damit um vier Zehntelsekunden.

## Durchführung des Wettbewerbs
24 Athletinnen traten am 17. Oktober zu insgesamt vier Vorläufen an. In der Vorrunde und auch im Halbfinale am 18. Oktober qualifizierten sich die jeweils vier Laufbesten – hellblau unterlegt – für die nächste Runde. Das Finale fand am 19. Oktober statt.

## Zeitplan
17. Oktober, 11:00 Uhr: Vorläufe

18. Oktober, 16:40 Uhr: Halbfinale

19. Oktober, 17:50 Uhr: Finale
Anmerkung: Alle Zeiten sind in Ortszeit Mexiko-Stadt (UTC −6) angegeben.

## Vorrunde
Datum: 17. Oktober 1968, ab 11.00 Uhr

### Vorlauf 1
| Platz | Name              | Nation      | Offizielle Zeit handgestoppt | Inoffizielle Zeit elektronisch |
| ----- | ----------------- | ----------- | ---------------------------- | ------------------------------ |
| 1     | Vera Nikolić      | Jugoslawien | 2:05,7 min                   | 2:05,78 min                    |
| 2     | Laine Erik        | Sowjetunion | 2:06,5 min                   | 2:06,52 min                    |
| 3     | Paola Pigni       | Italien     | 2:06,7 min                   | 2:06,72 min                    |
| 4     | Karin Burneleit   | DDR         | 2:07,1 min                   | 2:07,13 min                    |
| 5     | Francie Kraker    | USA         | 2:07,3 min                   | 2:07,34 min                    |
| 6     | Elizabeth Chesire | Kenia       | 2:10,9 min                   | 2:10,92 min                    |
| DNS   | Elizabeth Chesire | Kenia       |                              |                                |

### Vorlauf 2
| Platz | Name           | Nation         | Offizielle Zeit handgestoppt | Inoffizielle Zeit elektronisch |
| ----- | -------------- | -------------- | ---------------------------- | ------------------------------ |
| 1     | Maria Gommers  | Niederlande    | 2:04,0 min                   | 2:04,06 min                    |
| 2     | Ileana Silai   | Rumänien       | 2:04,1 min                   | 2:04,11 min                    |
| 3     | Sheila Taylor  | Großbritannien | 2:04,1 min                   | 2:04,17 min                    |
| 4     | Anna Simina    | Sowjetunion    | 2:04,4 min                   | 2:04,48 min                    |
| 5     | Barbara Wieck  | DDR            | 2:08,5 min                   | 2:08,18 min                    |
| 6     | Channa Shezifi | Israel         | 2:09,2 min                   | 2:09,23 min                    |

### Vorlauf 3

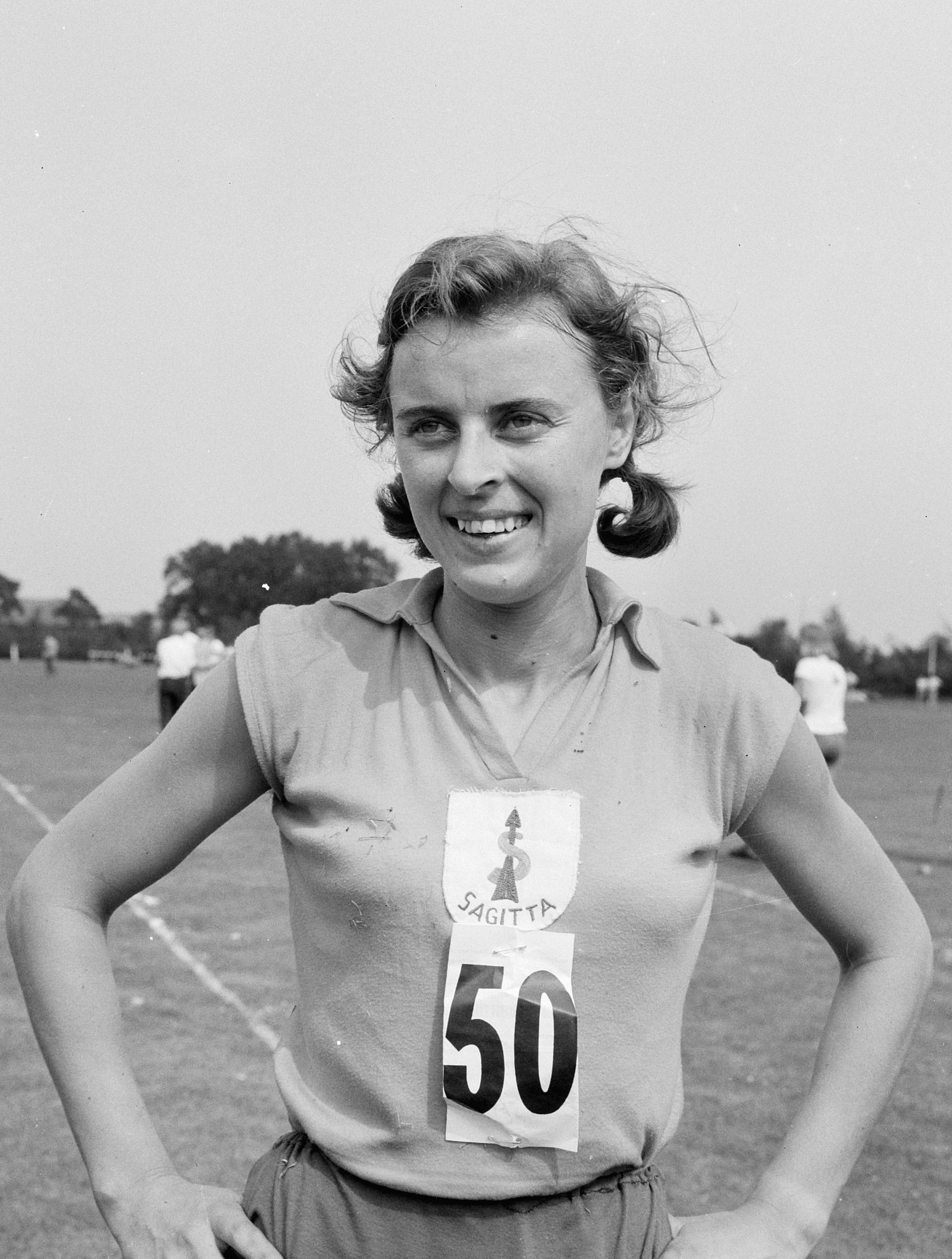
Tilly van der Made, in den Jahren zuvor als Tilly van der Zwaard am Start, erreichte als Sechste des dritten Vorlaufs nicht das Halbfinale

| Platz | Name               | Nation      | Offizielle Zeit handgestoppt | Inoffizielle Zeit elektronisch |
| ----- | ------------------ | ----------- | ---------------------------- | ------------------------------ |
| 1     | Maryvonne Dupureur | Frankreich  | 2:09,5 min                   | 2:09,55 min                    |
| 2     | Doris Brown        | USA         | 2:09,5 min                   | 2:09,54 min                    |
| 3     | Pat Lowe           | Irland      | 2:09,5 min                   | 2:09,57 min                    |
| 4     | Sylvia Potts       | Neuseeland  | 2:09,6 min                   | 2:09,63 min                    |
| 5     | Eeva Haimi         | Finnland    | 2:09,6 min                   | 2:09,67 min                    |
| 6     | Tilly van der Made | Niederlande | 2:10,5 min                   | 2:10,59 min                    |

### Vorlauf 4
| Platz | Name                 | Nation           | Offizielle Zeit handgestoppt | Inoffizielle Zeit elektronisch |
| ----- | -------------------- | ---------------- | ---------------------------- | ------------------------------ |
| 1     | Madeline Manning     | USA              | 2:08,7 min                   | 2:08,74 min                    |
| 2     | Abby Hoffman         | Kanada           | 2:08,9 min                   | 2:08,94 min                    |
| 3     | Jaroslava Jehličková | Tschechoslowakei | 2:08,9 min                   | 2:08,96 min                    |
| 4     | Ilja Keizer          | Niederlande      | 2:08,9 min                   | 2:08,96 min                    |
| 5     | Annelise Damm Olesen | Dänemark         | 2:09,0 min                   | 2:09,1 min                     |
| 6     | Joan Page            | Großbritannien   | 2:10,2 min                   | 2:10,21 min                    |

## Halbfinale
Datum: 18. Oktober 1968, ab 16.40 Uhr

### Lauf 1

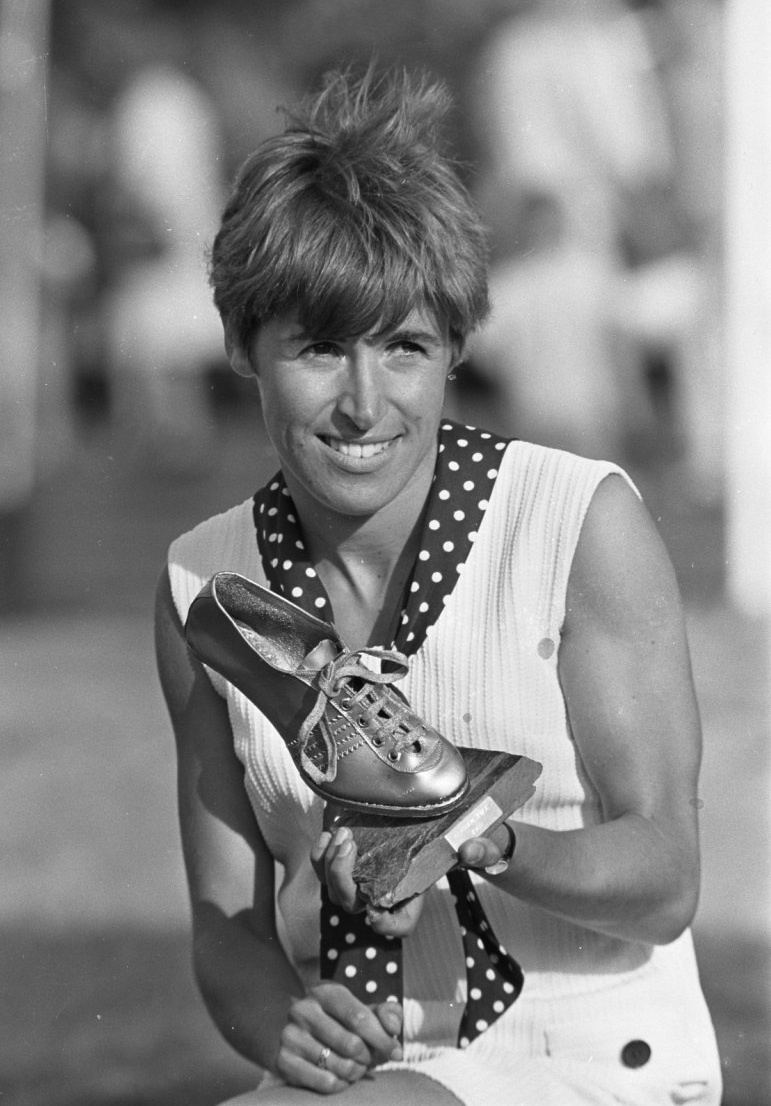
Ilja Keizer, frühere Ilja Laman, – Siebte im ersten Halbfinale und damit ausgeschieden
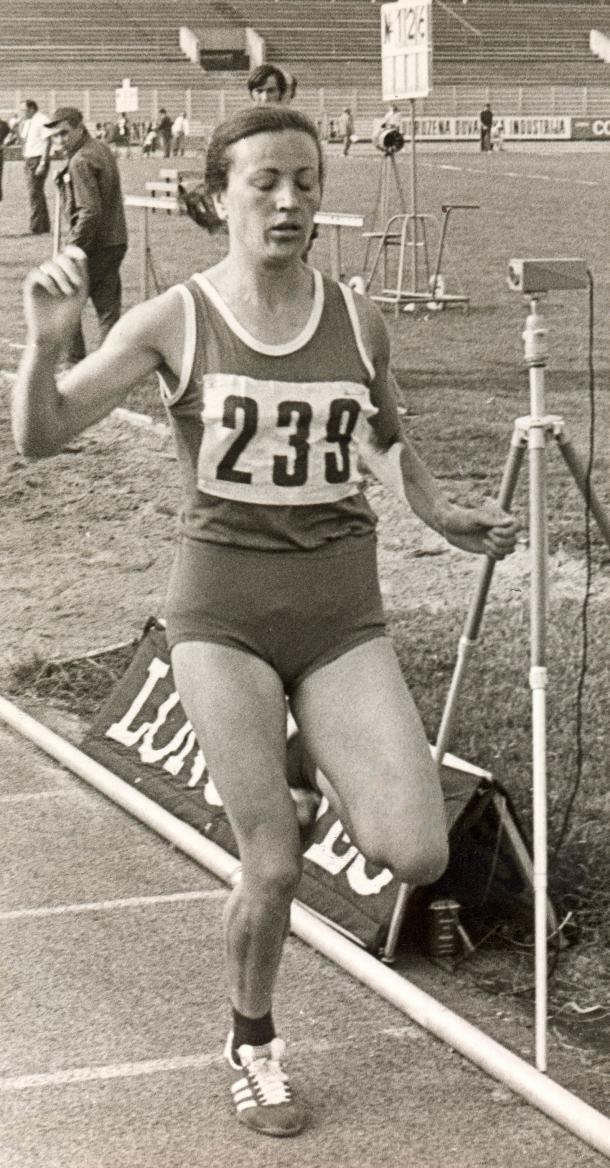
Die Mitfavoritin und Weltrekordinhaberin Vera Nikolić gab im ersten Halbfinale nach ca. dreihundert Metern auf

| Platz | Name             | Nation         | Offizielle Zeit handgestoppt | Inoffizielle Zeit elektronisch |
| ----- | ---------------- | -------------- | ---------------------------- | ------------------------------ |
| 1     | Madeline Manning | USA            | 2:05,8 min                   | 2:05,82 min                    |
| 2     | Ileana Silai     | Rumänien       | 2:05,9 min                   | 2:05,94 min                    |
| 3     | Pat Lowe         | Großbritannien | 2:06,6 min                   | 2:06,62 min                    |
| 4     | Abby Hoffman     | Kanada         | 2:07,0 min                   | 2:07,03 min                    |
| 5     | Karin Burneleit  | DDR            | 2:08,4 min                   | 2:08,41 min                    |
| 6     | Anna Simina      | Sowjetunion    | 2:08,5 min                   | 2:08,54 min                    |
| 7     | Ilja Keizer      | Niederlande    | 2:14,8 min                   | 2:14,88 min                    |
| DNF   | Vera Nikolić     | Jugoslawien    |                              |                                |

### Lauf 2

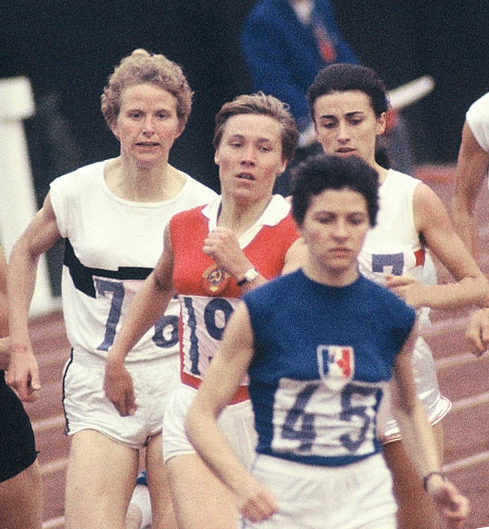
Laine Erik (links) schied als Fünfte des zweiten Halbfinals aus

| Platz | Name                 | Nation           | Offizielle Zeit handgestoppt | Inoffizielle Zeit elektronisch |
| ----- | -------------------- | ---------------- | ---------------------------- | ------------------------------ |
| 1     | Maria Gommers        | Niederlande      | 2:05,1 min                   | 2:05,13 min                    |
| 2     | Doris Brown          | USA              | 2:05,2 min                   | 2:05,23 min                    |
| 3     | Sheila Taylor        | Großbritannien   | 2:05,2 min                   | 2:05,29 min                    |
| 4     | Maryvonne Dupureur   | Frankreich       | 2:05,5 min                   | 2:05,58 min                    |
| 5     | Laine Erik           | Sowjetunion      | 2:06,0 min                   | 2:06,09 min                    |
| 6     | Sylvia Potts         | Neuseeland       | 2:07,2 min                   | 2:07,27 min                    |
| 7     | Paola Pigni          | Italien          | 2:07,8 min                   | 2:07,82 min                    |
| 8     | Jaroslava Jehličková | Tschechoslowakei | 2:13,5 min                   | 2:13,59 min                    |

## Finale

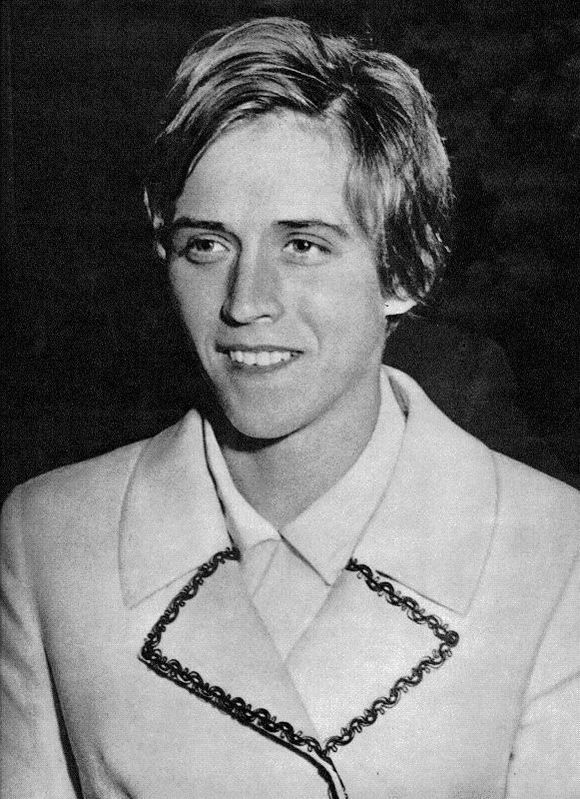
Silbermedaillengewinnerin Ileana Silai

Datum: 19. Oktober 1968, 17:50 Uhr
| Platz | Name               | Nation         | Offizielle Zeit handgestoppt | Inoffizielle Zeit elektronisch |
| ----- | ------------------ | -------------- | ---------------------------- | ------------------------------ |
| 1     | Madeline Manning   | USA            | 2:00,9 min OR                | 2:00,92 min                    |
| 2     | Ileana Silai       | Rumänien       | 2:02,5 min000                | 2:02,58 min                    |
| 3     | Maria Gommers      | Niederlande    | 2:02,6 min000                | 2:02,63 min                    |
| 4     | Sheila Taylor      | Großbritannien | 2:03,8 min000                | 2:03,81 min                    |
| 5     | Doris Brown        | USA            | 2:03,9 min000                | 2:03,98 min                    |
| 6     | Pat Lowe           | Großbritannien | 2:04,2 min000                | 2:04,25 min                    |
| 7     | Abby Hoffman       | Kanada         | 2:06,8 min000                | 2:06,99 min                    |
| 8     | Maryvonne Dupureur | Frankreich     | 2:08,2 min000                | 2:08,28 min                    |

Favoritin war die jugoslawische Weltrekordlerin Vera Nikolić. Aus unbekannten Gründen hatte sie jedoch ihr Halbfinalrennen nach dreihundert Metern abgebrochen. Sie hatte unter erheblichem Erwartungsdruck ihrer Landsleute gestanden und vielleicht war die nervliche Belastung einfach zu groß.
Im Finale ging die US-Läuferin Madeline Manning mit scharfem Tempo in Führung. Bei dreihundert Metern wurde sie von der französischen Olympiazweiten von 1964 Maryvonne Dupureur abgelöst. Die 400-Meter-Marke wurde in schnellen 59,1 Sekunden durchlaufen. Hier übernahm die Rumänin Ileana Silai die Spitze, Manning blieb zunächst in Silais Windschatten. Dann setzte die US-Amerikanerin zu ihrem Finish an, passierte die Rumänin und setzte sich mit einem immer größer werdenden Vorsprung mehr und mehr ab. Im Ziel hatte sie ca. fünfzehn Meter Vorsprung. Madeline Manning wurde Olympiasiegerin vor Ileana Silai, die ihren zweiten Platz knapp gegen die Niederländerin Maria Gommers verteidigen konnte.
Die Siegerin verbesserte Ann Packers olympischen Rekord um zwei Zehntelsekunden und blieb nur vier Zehntel über dem Weltrekord.
Madeline Manning errang den ersten US-Olympiasieg über 800 Meter der Frauen.

Alle drei Medaillengewinnerinnen gewannen die ersten Medaillen in dieser Disziplin für ihre Länder.

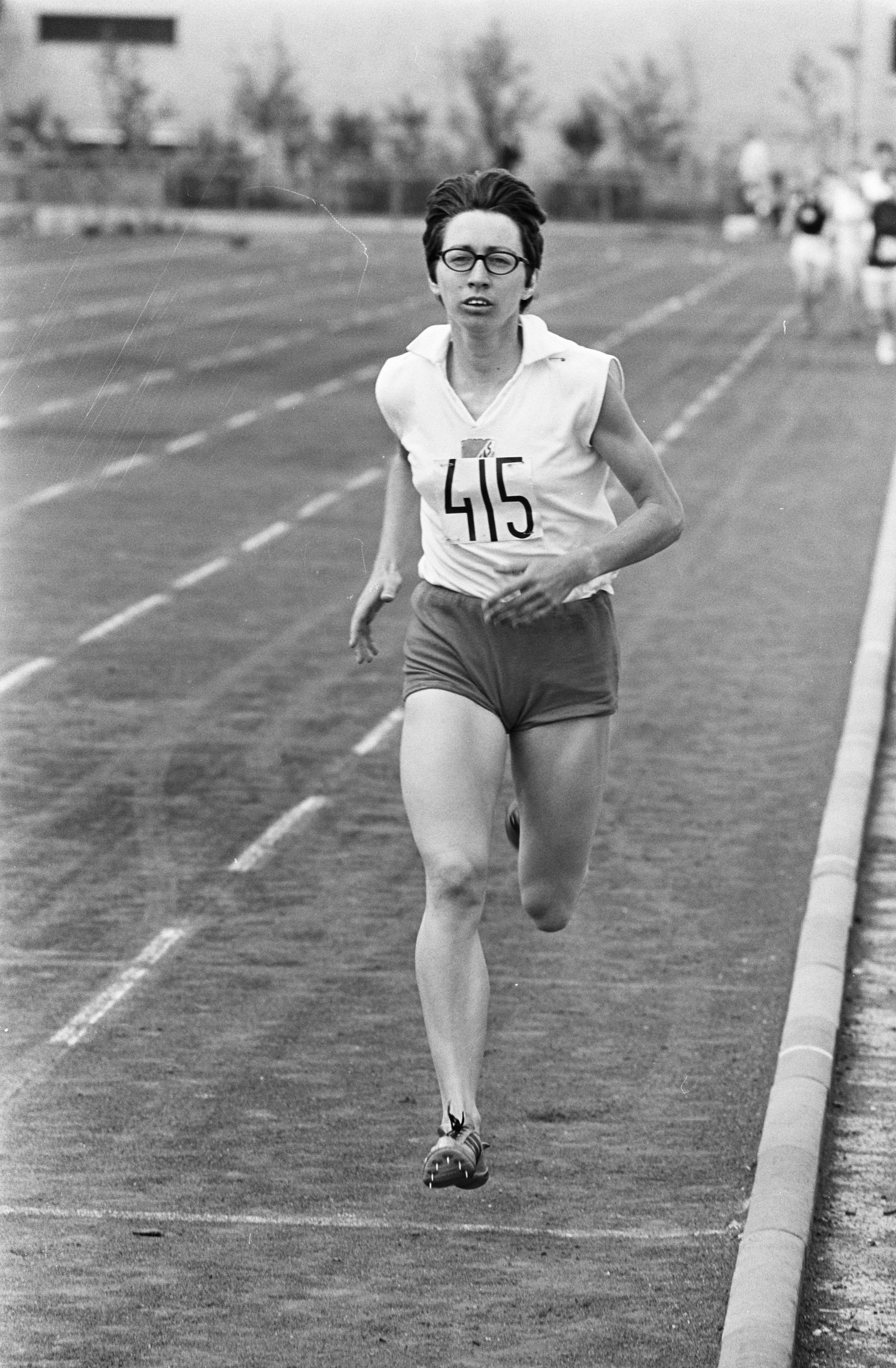
Maria Gommers gewann die Bronzemedaille
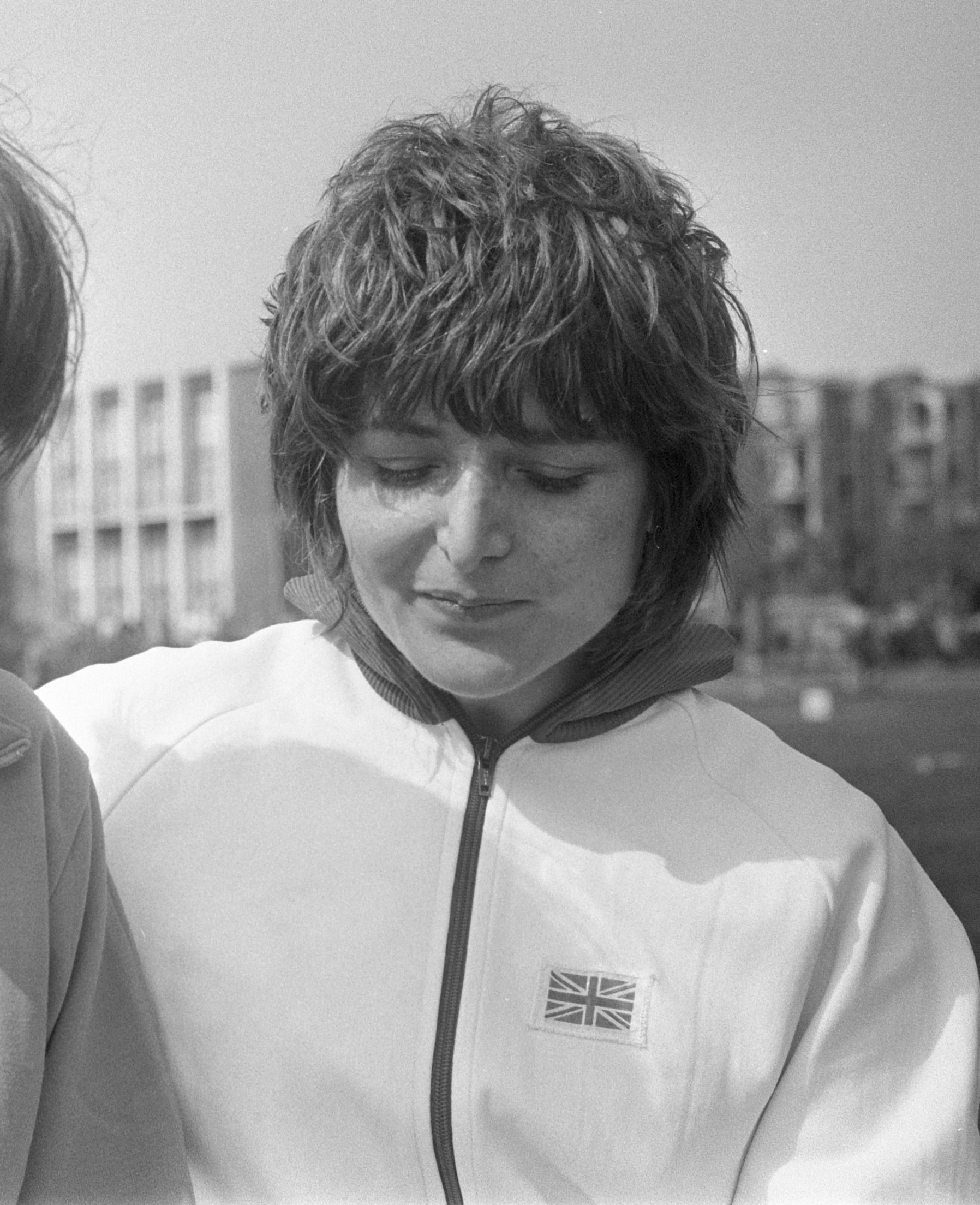
Rang vier für Sheila Taylor, spätere Sheila Carey
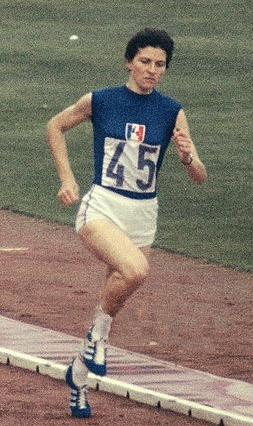
Die Olympiazweite von 1964 Maryvonne Dupureur kam hier auf den achten Platz

## Video
- Madeline Manning Mims - 1968 Olympic Gold Medal, youtube.com, abgerufen am 23. September 2021